# MediaMonkey
MediaMonkey ist ein proprietärer Audioplayer für Windows und Android. Die Windows-Version ist in einer kostenlosen Free- sowie in einer kostenpflichtigen Gold-Variante erhältlich.

## Funktionen
MediaMonkey kann Musiksammlungen verwalten, Audio-CDs auslesen, CDs brennen und Wiedergabelisten erstellen. Diese Listen lassen sich einerseits mit dem internen Player oder mittels Winamp abspielen. Auch Plug-ins für Winamp sind größtenteils mit MediaMonkey kompatibel.
Hervorzuheben ist die Fähigkeit des Programms, dass viele frei wählbare Zusatzinformationen zu einem Musikstück angelegt werden können und man komfortabel danach suchen kann.
MediaMonkey kann mehr als 100.000 Mediendateien archivieren und verwalten, da intern eine SQLite-Datenbank verwendet wird (vor der  Version 3 fand eine Access-Datenbank Verwendung).
Sämtliche Änderungen an den ID3-Tags und Coverbilder werden auf Wunsch auch direkt in die Dateien geschrieben, bei einem Verlust der virtuellen Datenbank gehen also keine Informationen verloren.
Fehlende Tags können über amazon.com oder per CDDB abgefragt werden. Über Amazon wird, bei Bedarf, ein Coverbild mitgeladen. MediaMonkey ermöglicht auch die manuelle und detaillierte ID3-Tag-Bearbeitung.
Neben einzelnen Wiedergabelisten gibt es die Möglichkeit verschiedene Auto-Playlists anzulegen, die Stücke mit einer bestimmten Stimmung oder Lieder eines bestimmten Genres wiedergeben.
MediaMonkey unterstützt folgende Audioformate:
- RIFF WAVE
- MPEG Audio Layer III (MP3)
- (Ogg) Vorbis
- Advanced Audio Coding (AAC)
- Windows Media Audio (WMA)
- Free Lossless Audio Codec (FLAC)
- Monkey’s Audio (APE)
- Musepack (MPC)
- Compact Disc Audio (CDA)

Durch Hinzufügen von weiteren Eingabemodulen lässt sich die Liste der unterstützten Formate nahezu beliebig erweitern.
Die Synchronisation mit einem MP3-Player kann sowohl über USB Mass Storage (UMS) als auch über das Media Transfer Protocol (MTP) erfolgen. Ebenso können auch bestimmte Handys, wie das Apple iPhone mit MediaMonkey synchronisiert werden. Für die Synchronisierung mit Apple-Geräten ist zusätzlich eine installierte Version von iTunes erforderlich.
Das Programm kann außerdem Musikdateien anhand ihrer Tags einordnen, deren Lautstärke analysieren und gleichmäßig anpassen, Statistiken aufstellen oder mit Skripten einfache Arbeiten selbstständig ausführen.

## Varianten und Versionen
Den Audioplayer gibt es in zwei Varianten:
- Die Freeware-Variante
- Die kostenpflichtige Variante MediaMonkey Gold, mit erweiterten Funktionsumfang.

Einige Funktionen sind in der freien Variante deaktiviert (beispielsweise der Einschlafmodus) oder stark eingeschränkt (das Brennen von Audio-CDs ist nur mit vierfacher Geschwindigkeit möglich, MP3-Dateien können nur 30 Tage lang erzeugt werden). Wenn man die Datei lame_enc.dll im Programmverzeichnis durch die Originaldatei aus dem LAME-Projekt ersetzt, kann man diese Einschränkung umgehen. Darauf wird sogar auf der offiziellen Website hingewiesen.
In der dritten Programmversion wurden vorhandene Funktionen verbessert und das Layout überarbeitet, auf den Erhalt des „MediaMonkey-Feelings“ wurde allerdings Wert gelegt. Nun wird die Spielzeit besagter Titel korrekt angezeigt. Hinzugekommen ist eine Übersicht der CD-Cover.